# Liste du patrimoine mondial aux Seychelles
Cet article recense les sites inscrits au patrimoine mondial aux Seychelles.

## Statistiques
Les Seychelles acceptent la Convention pour la protection du patrimoine mondial, culturel et naturel le 9 avril 1980. Le premier site protégé est inscrit en 1982. Le pays n'a jamais eu de mandat au Comité du patrimoine mondial.
En 2020, les Seychelles compte 2 sites inscrits au patrimoine mondial, 2 naturels.
Le pays a également soumis 2 sites à la liste indicative, 1 culturel et 1 mixte.

## Listes

### Patrimoine mondial
Les sites suivants sont inscrits au patrimoine mondial.
| Site                                  | Archipel         | Type                             | Date | Superficie (ha) | Lien | Notes | Coordonnées                     | Illus. |
| ------------------------------------- | ---------------- | -------------------------------- | ---- | --------------- | ---- | ----- | ------------------------------- | ------ |
| Atoll d'Aldabra                       | Groupe d'Aldabra | Naturel (vii), (ix), (x)         | 1982 | 35 000          | 185  |       | 9° 25′ 01″ sud, 46° 25′ 01″ est |        |
| Réserve naturelle de la vallée de Mai | Îles Intérieures | Naturel (vii), (viii), (ix), (x) | 1983 | 20              | 261  |       | 4° 19′ 44″ sud, 55° 44′ 17″ est |        |

### Liste indicative
Les sites suivants sont inscrits sur la liste indicative.
| Site                                | Archipel         | Type                | Date | Lien | Notes                                                 | Coordonnées                     | Illus. |
| ----------------------------------- | ---------------- | ------------------- | ---- | ---- | ----------------------------------------------------- | ------------------------------- | ------ |
| Ruines de la mission de Venn's Town | Port Glaud       | Culturel (iv), (vi) | 2013 | 5796 | Inscrit sous le nom « Mission Ruins of Venn's Town ». | 4° 39′ 21″ sud, 55° 26′ 42″ est |        |
| Île de Silhouette                   | Îles Intérieures | Mixte (v), (x)      | 2013 | 5799 | Inscrit sous le nom « Silhouette Island ».            | 4° 28′ 48″ sud, 55° 14′ 09″ est |        |